# Корнилов, Сергей Александрович
Серге́й Алекса́ндрович Корни́лов (род. 9 мая 1978) — российский конькобежец. Мастер спорта России международного класса. Выступал за спортивный клуб Вооружённых Сил РФ, а также за сборную Санкт-Петербурга. Тренировался у Л. В. Никулиной, В. С. Филиппова.
Участник зимних Олимпийских игр 2006 года. Принял участие в одном старте — на дистанции 500 метров (27-е место).
Кубок мира 6-й этап Eisstadion Inzell. 18 декабря 2005, 100м -9,92  (3-е место  .)
Участник чемпионата мира в спринтерском многоборье (2003, 35-е место).
Участник чемпионата мира на отдельных дистанциях (2003). Принял участие в двух стартах: на дистанции 500 метров (20-е место) и 1000 метров (23-е место).
Серебряный призёр чемпионата России на дистанции 500 метров (2004, 2006).
Бронзовый призёр чемпионата России на дистанции 500 метров (2003, 2007), в спринтерском многоборье (2002, 2005).
Чемпион России в спринтерском Многоборье (1995) среди юниоров
Проживает в Колпино. Есть дочь Владислава.